# 罗克贡扎利斯
罗克贡扎利斯是巴西南大河州的一个市镇。总面积346.622平方公里，总人口7304人，人口密度21.1人/平方公里。